# Дюбуа, Пьер (правовед)
Пьер Дюбуа (фр. Pierre Dubois; между 1250 и 1255, вероятно, Кутанс, Нормандия — после 1321) — французский правовед и политический публицист, живший в период правления короля Филиппа IV Красивого, более всего известный как автор ряда политических памфлетов, в которых высказывались оригинальные и смелые для его времени идеи. Его работы были, несмотря на отдельные упоминания и использования в последующих веках, практически забыты до середины XIX века.

## Биография
Биографических сведений о Дюбуа сохранилось очень мало, и почти все они реконструированы историками из его произведений. Установлено, что он родился в Нормандии, получил образование в Парижском университете, где слушал лекции Фомы Аквинского и Сигера Брабантского. Несмотря на это, он не был сторонником схоластики и, возможно, был знаком с работами Роджера Бэкона. По предположениям историков, он находился на королевской службе, был адвокатом и прокуратором университета; в 1300 году стал адвокатом по королевским делам и судам, в 1302 и затем в 1308 году (в Туре) был членом Генеральных штатов, в которых представлял Кутанс.
В 1300 году он написал первую из своих получивших известность работ, «Summaria, brevis et compendiosa doctrina felicis expeditionis et abbreviationis guerrarum et litium regni Francorum», в которой высказал свои взгляды относительно реформы французской монархии. Позже последовал памфлет «Supplication du peuple de France au roy contre le pape Boniface le Ville», в котором Дюбуа высказывал антиклерикальные взгляды и утверждал, что мир внутри французского королевства может быть достигнут только путём уменьшения прав католического духовенства и расширения власти короля; он также предложил собирать некое подобие «арбитражного совета» из наиболее влиятельных правителей европейских государств для решения спорных вопросов. Самой же известной его работой является трактат «De recuperatione Terrae Sanctae» (1306), в котором он описал множество политических вопросов, связанных с полноценным восстановлением контроля христиан над Палестиной, и изложил своё видение условий, которые привели бы к успеху в новом крестовом походе. Известно, что по состоянию на 1306 год он находился на службе в качестве адвоката у короля Эдуарда I в Гиени.
- Эта статья (раздел) содержит текст, взятый (переведённый) из одиннадцатого издания «Британской энциклопедии», перешедшего в общественное достояние.